# Christophe Gin
Christophe Gin est un photographe documentaire humaniste indépendant français, né en 1965 à Nevers.
Il a obtenu un World Press Photo Award en 2003 et le prix Carmignac du photojournalisme en 2014.

## Biographie
Autodidacte, Christophe Gin devient photojournalisme au début des années 90. Il choisit de ne pas couvrir de zone d’actualité « chaude ». Repéré par Christian Caujolle, il intègre l’agence VU’ . Il y restera jusqu’en 2003.
En Irlande du Nord, entre 1996 et 1998, il document le conflit qui oppose catholiques et protestants et la période qui aboutira aux accords de paix en Irlande avec sa série « La paix des murs ».
Christophe Gin photographie, entre 1995 et 2000, une famille éclatée : « Nathalie, son compagnon, Loup, les deux enfants qu’elle a eus avant lui, Marc et Jason, ceux qu’elle a eus avec lui, Leïla et Mehdi ». Ce travail au long cours, « chronique de la misère ordinaire sur fond de RMI », qui « interroge les rouages sociaux et médiatiques de la pauvreté en France tels qu'ils ont surgi au milieu des années 90 », est exposé au festival Visa pour l’image à Perpignan en 2000.
Il se rend en Guyane en 2001 pour documenter sur les zones de non droit en France, sujet qu’il va explorer pendant de longues années « pour en révéler la société multi-ethnique formée d’une multitude de zones d’exceptions, forêts tropicales et villages coupés du monde, régies par des codes et des lois qui leur sont propres »,. Ce travail au long cours, en noir et blanc, intitulé « Guyane : Colonie  » est récompensé dès 2003 par un World Press Photo Award, et en 2014 par le Prix Carmignac du photojournalisme.
En 2014, il présente sa série « Le Pont des Illusions », qui retrace douze années de voyages en Amérique du Sud depuis 2002, et qui lui permet de documenter sur les modes de vie et les fonctionnements des sociétés brésiliennes, colombiennes, boliviennes et surinamaises.

## Publication
- Christophe Gin et Christophe Deloire, Guyane : Colonie, Kehrer Verlag, 2015, 160 p. (ISBN 978-3-86828-674-8)

## Expositions
Liste non exhaustive 
- 1998 : La paix des murs, Visa pour l’Image, Perpignan[3]
- 2000 : Nathalie, conduite de pauvreté, Visa pour l’Image, Perpignan[5],[4]
- 2006 : China International Photo Festival, Lianzhou, Chine
- 2011 : Le pont de l’Oyapock, Galerie Fait et Cause, Paris
- 2012 : Le pont de l’Oyapock, Rencontres Photographiques de Guyane, France
- 2014 : Guyane : Colonie, Chapelle des Petits Augustins - Beaux-Arts de Paris[8],[9]
- 2014 : Guyane : Colonie, Galerie Saatchi, Londres[9]
- 2016 : Collection Lambert, Avignon
- 2021 : Colonie, Festival L’œil urbain, Galerie d’art municipale, Corbeil-Essonne[10]

## Prix et récompenses
Liste non exhaustive
- 1998 : Lauréat de la première Bourse du Talent[10]
- 2003 : World Press Photo Award, 1er prix dans la catégorie « Daily Life »[1],[11]
- 2011 : Prix SoPhot de la photographie sociale et environnementale pour « Le pont de l’Oyapock », un travail sur la frontière entre la France et le Brésil[10]
- 2014 : Prix Carmignac du photojournalisme pour Guyane : Colonie [8]